# Die weiße Massai (Film)
Die weiße Massai ist ein deutscher Film von Hermine Huntgeburth aus dem Jahr 2005, der auf dem gleichnamigen Buch von Corinne Hofmann basiert.

## Handlung
Die Schweizerin Carola begegnet am Ende ihres Urlaubs in Kenia dem Samburu-Krieger Lemalian aus einem Nebenstamm der Massai. Nach dem ersten Blick fühlt sie sich von dem Fremden magisch angezogen und verliebt sich Hals über Kopf. Kurzerhand tritt Carola ihren Rückflug nicht an und schickt ihren Freund Stefan allein nach Hause. Sie bleibt in Kenia und macht sich auf die Suche nach Lemalian. Nach einer abenteuerlichen Fahrt durch die afrikanische Wildnis lernt Carola in Maralal die Deutsche Elisabeth kennen und freundet sich mit ihr an. Elisabeth hilft ihr, den Krieger zu finden. Carola beschließt, ihr altes Leben in der Schweiz aufzugeben, und wandert aus. Dann lebt sie vier Jahre lang in Kenia ihren Traum, doch das Abenteuer wird zu einem schwierigen Unternehmen, in dem zwei extrem unterschiedliche Kulturen aufeinanderprallen.
Carola bringt eine Tochter zur Welt und eröffnet ein eigenes Geschäft für Lebensmittel. Sie erlebt die Beschneidung von Mädchen, eine Totgeburt auf ihrem Jeep und viele kulturelle Unterschiede. Am meisten zu schaffen macht ihr jedoch die Eifersucht von Lemalian, der einen Liebhaber vermutet. Als dies ausartet, beschließt sie, mit ihrer Tochter in die Schweiz zu fliegen. Lemalian sagt ihr beim Abschied ins Gesicht, er glaube nicht, dass sie zurückkomme.

## Hintergründe
Der Film ist nach einem autobiografischen Lebensbericht der Schweizerin Corinne Hofmann entstanden. Die Geschichte begann 1986 und endete, als sie 1990 mit der kleinen gemeinsamen Tochter wieder zurück in die Schweiz zog, da sie die Umstände nicht mehr ertragen konnte. Sie schrieb ein Buch über ihr Erlebnis in Kenia, das zum Weltbestseller wurde und auf dem dieser Film basiert. Corinne Hofmann und ihre Geschichte wurden zum spektakulären Medienereignis, auf das zwei weitere Bücher folgten, die sich zur Trilogie ergänzen.
Der Film wurde am 14. September 2005 auf dem Toronto International Film Festival uraufgeführt. Einen Tag später kam er in die deutschen Kinos, wo er eine Besucheranzahl von 2,2 Millionen hatte und somit der kommerziell erfolgreichste deutsche Film des Jahres 2005 war.

## Kritiken
„Es ist fraglos ein spektakuläres Schicksal, das Interesse und Neugierde weckt, herausfordert und zugleich zahlreiche – auch kritische – Fragen aufwirft; Fragen nach der Motivation dieser ebenso entschlossenen wie naiven, (welt-)offenen wie exzentrischen, mutigen wie befremdenden Frau; Fragen nach dem individuell Erlebten sowie nach der fremden afrikanischen Lebenswelt, vor allem auch nach der Glaubwürdigkeit dieser Begegnung im Spannungsfeld von interkultureller Verständigung und ‚cultural clash‘. Wie die Häute einer Zwiebel haben sich die Mechanismen der medialen Vermarktung über Corinne Hofmanns ‚Abenteuer‘ gelegt, die für ein möglichst großes Publikum viele Sicht- und Interpretationsweisen offen halten soll: ob als naive Liebesromanze vor exotischer Kulisse oder als ‚große ethnische Fallstudie‘ – jeder Leser soll sich das für ihn Geeignete herauspicken. Der Realität wird er dabei wohl eher nur bedingt auf die Spur kommen. Gleichwohl gibt es über den Umgang mit der Wirklichkeit und die Aufbereitung der Fakten gewiss manches zu lernen.“

## Auszeichnungen
- 2005 – Bayerischer Filmpreis für Nina Hoss
- 2005 – Prädikat „Besonders wertvoll“ von der Filmbewertungsstelle Wiesbaden (FBW)